# Melvyn Douglas
Pour les articles homonymes, voir Douglas.
Melvyn Douglas est un acteur américain, né le 5 avril 1901 à Macon, en Géorgie, et mort le 4 août 1981 à New York, d'une pneumonie.
Il était marié à la femme politique Helen Gahagan Douglas. Il a remporté deux fois l'Oscar du meilleur acteur dans un second rôle pour Le Plus Sauvage d'entre tous et Bienvenue, mister Chance.

## Filmographie

### Cinéma

#### Années 1930
- 1931 : Cette nuit ou jamais (Tonight or Never) de Mervyn LeRoy : Jim Faichier
- 1932 : Prestige (en) de Tay Garnett : Lt. / Capt. Andre Verlaine
- 1932 : The Wiser Sex (en) de Victor et Berthold Viertel : David Rolfe
- 1932 : The Broken Wing (en) de Lloyd Corrigan : Philip Marvin
- 1932 : Comme tu me veux (As You Desire Me) de George Fitzmaurice : Comte Bruno Varelli
- 1932 : Une soirée étrange (The Old Dark House) de James Whale : Roger Penderel
- 1933 : The Vampire Bat (en) de Frank R. Strayer : Karl Brettschneider
- 1933 : Nagana de Ernst L. Frank : Dr Walter Tradnor
- 1933 : Le Grand Avocat (Counsellor at Law) de William Wyler : Roy Darwin
- 1934 : Traqués (Woman in the Dark) de Phil Rosen : Tony Robson
- 1934 : Dangerous Corner (en) de Phil Rosen : Charles Stanton
- 1935 : The People's Enemy (en) de Crane Wilbur : George R. 'Traps' Stuart
- 1935 : Mon mari le patron (She Married Her Boss) de Gregory La Cava : Richard Barclay
- 1935 : Mary Burns, Fugitive (en) de William K. Howard : Barton Powell
- 1935 : La Gloire du cirque (Annie Oakley) de George Stevens: Jeff Hogarth
- 1935 : The Lone Wolf Returns de Roy William Neill : Michael Lanyard
- 1936 : Deux Enfants terribles (And So They Were Married) de Elliott Nugent : Stephen Blake
- 1936 : L'Enchanteresse (The Gorgeous Hussy) de Clarence Brown : John Randolph
- 1936 : Théodora devient folle (Theodora goes wild) de Richard Boleslawski : Michael Grant
- 1937 : Women of Glamour : Richard 'Dick' Stark
- 1937 : Capitaines courageux (Captains Courageous) de Victor Fleming : M. Cheyne
- 1937 : À Paris tous les trois (I Met Him in Paris) de Wesley Ruggles : George Potter
- 1937 : Ange (Angel) de Ernst Lubitsch : Anthony 'Tony' Halton
- 1937 : I'll Take Romance (en) de Edward H. Griffith : James Guthrie
- 1938 : Le Retour d'Arsène Lupin (Arsène Lupin Returns) de George Fitzmaurice : Arsène Lupin / René Farrand
- 1938 : Miss catastrophe (There's Always a Woman) d'Alexander Hall : William 'Bill' Reardon
- 1938 : Frou-frou (The Toy Wife) de Richard Thorpe : George Sartoris
- 1938 : Règlement de comptes (Fast Company) de Edward Buzzell : Joel Sloane
- 1938 : Cet âge ingrat (That Certain Age) d'Edward Ludwig : Vincent Bullitt
- 1938 : L'Ensorceleuse (The Shining Hour) de Frank Borzage : Henry Linden
- 1939 : Nous irons à Paris (Good Girls Go to Paris) de Alexander Hall : Ronald Brooke
- 1939 : Ah ! Quelle femme ! (There's That Woman Again) d'Alexander Hall : William 'Bill' Reardon
- 1939 : Tell No Tales (en) de Leslie Fenton : Michael Cassidy
- 1939 : Ninotchka de Ernst Lubitsch : comte Léon d'Algout
- 1939 : L'Étonnant M. Williams de Alexander Hall : Kenny Williams

#### Années 1940
- 1940 : Trop de maris (Too Many Husbands) de Wesley Ruggles : Henry 'Hank' Lowndes
- 1940 : Et l'amour vint... (He Stayed for Breakfast) d'Alexander Hall : Paul Boliet
- 1940 : Third Finger, Left Hand de Robert Z. Leonard : Jeff Thompson, aka Tony Merrick
- 1940 : La Mariée célibataire (This Thing Called Love) d'Alexander Hall : Tice Collins
- 1941 : Illusions perdues (That Uncertain Feeling) d'Ernst Lubitsch : Larry Baker
- 1941 : Il était une fois (A woman's face) de George Cukor : Dr Gustaf Segert
- 1941 : Une femme de trop (en) (Our Wife) de John M. Stahl : Jerome (Jerry) Marvin
- 1941 : La Femme aux deux visages (Two-Faced Woman) de George Cukor : Lawrence 'Larry' Blake
- 1942 : Danse autour de la vie (We were dancing) de Robert Z. Leonard : Nicholas Eugen August Wolfgang 'Nikki' Prax, aka Mr. Manescu
- 1942 : Embrassons la mariée (They All Kissed the Bride) d'Alexander Hall : Michael Holmes
- 1943 : Three Hearts for Julia de Richard Thorpe : Jeff Seabrook
- 1947 : Le Maître de la prairie (Sea of grass) d'Elia Kazan : Brice Chamberlain
- 1947 : Peter Ibbetson a raison (The Guilt of Janet Ames) d'Henry Levin : Smithfield Cobb
- 1948 : Un million clé en main (Mr. Blandings Builds His Dream House) de H. C. Potter : Bill Cole
- 1949 : Mon véritable amour (My Own True Love) de Compton Bennett : Clive Heath
- 1949 : Secret de femme (A Woman's Secret) de Nicholas Ray : Luke Jordan
- 1949 : Passion fatale (The Great Sinner) de Robert Siodmak : Armand de Glasse

#### Années 1950
- 1951 : Mon passé défendu (My Forbidden Past) de Robert Stevenson : Paul Beaurevel
- 1951 : On the Loose (en) de Charles Lederer : Frank Bradley

#### Années 1960
- 1962 : Billy Bud de Peter Ustinov: The Dansker, sailmaker
- 1963 : Le Plus sauvage d'entre tous (Hud) de Martin Ritt : Homer Bannon
- 1964 : Le Bataillon des lâches (Advance to the Rear) de George Marshall : Col. Claude Brackenbury
- 1964 : Les Jeux de l'amour et de la guerre (The Americanization of Emily) de Arthur Hiller : Amiral William 'Jessie' Jessup
- 1965 : Once Upon a Tractor (court métrage) : Martin
- 1965 : La Fleur de l'âge (Rapture) de John Guillermin : Frederick Larbaud
- 1967 : Hôtel Saint-Gregory (Hotel) de Richard Quine : Warren Trent

#### Années 1970
- 1970 : Je n'ai jamais chanté pour mon père (I Never Sang for My Father) de Gilbert Cates : Tom Garrison
- 1972 : La Femme sans mari (One Is a Lonely Number), de Mel Stuart : Joseph Provo
- 1972 : Votez McKay (The Candidate) de Michael Ritchie : John J. McKay
- 1976 : Le Locataire de Roman Polanski : Monsieur Zy
- 1977 : L'Ultimatum des trois mercenaires (Twilight's Last Gleaming) de Robert Aldrich : Zachariah Guthrie
- 1979 : La Vie privée d'un sénateur (The Seduction of Joe Tynan) de Jerry Schatzberg : Sénateur Birney
- 1979 : Bienvenue, mister Chance (Being There) de Hal Ashby : Benjamin Turnbull Rand

#### Années 1980
- 1980 : L'Enfant du diable (The Changeling) de Peter Medak : Senateur Joseph Carmichael
- 1980 : Tell Me a Riddle (en) de Lee Grant : David
- 1981 : Le Fantôme de Milburn (Ghost Story) de John Irvin : Dr John Jaffrey
- 1982 : Adorables Faussaires (The Hot Touch) de Roger Vadim : Max Reich

### Télévision
- 1952 : Steve Randall (série TV) : Steve Randall
- 1965 : Inherit the Wind (Téléfilm) de Stanley Kramer : Henry Drummond
- 1966 : Lamp at Midnight (Téléfilm) : Galileo Galilei
- 1967 : The Crucible (Téléfilm) : Gouverneur Danforth
- 1967 : Do Not Go Gentle Into That Good Night (Téléfilm) : Peter Schermann
- 1968 : Companions in Nightmare (Téléfilm) : Dr Lawrence Strelson
- 1970 : La Chasse infernale (Hunters Are for Killing) (Téléfilm) de Bernard Girard : Keller Floran
- 1971 : The Going Up of David Lev (Téléfilm) : le grand-père
- 1971 : Death Takes a Holiday (Téléfilm) : Juge Earl Chapman
- 1974 : Police parallèle (The Death Squad) (Téléfilm) : Capitaine Earl Kreski
- 1974 : Murder or Mercy (Téléfilm) : Dr Paul Harelson
- 1974 : Benjamin Franklin (mini-série) : Benjamin Franklin
- 1977 : ABC Weekend Specials - "Portrait of Grandpa Doc" (série TV) : Grandpa
- 1977 : Intimate Strangers (Téléfilm) : le père de Donald

## Distinctions
- Oscar du meilleur acteur dans un second rôle en 1963 pour Le Plus sauvage d'entre tous.
- Oscar du meilleur acteur dans un second rôle en 1979 pour Bienvenue Mister Chance.
- Golden Globe Award : Meilleur acteur dans un second rôle en 1980 pour Bienvenue Mister Chance.